# Славгород (Россия)
Сла́вгород — город в Алтайском крае России. Входит в муниципальный округ Славгород.

## Этимология
Основан в 1910 году как село Славгород. Топоним относится к числу искусственных названий с положительным значением, характерных для периода
массового заселения края. С 1914 года — город Славгород.

## История
Был основан в 1910 году и назван в честь посёлка Славгород. Статус города получил в 1914 году. С 1917 по 1930 годы — административный центр одноимённого уезда и округа, с января 1945 года является городом краевого подчинения, до 2012 года был административным центром Славгородского района.
Присвоению статуса города способствовала реформа, проводимая в царской России Петром Аркадьевичем Столыпиным. Большое количество жителей Центральной части России, а также Малороссии устремились в Западную Сибирь, где всем желающим предоставлялись земли для ведения сельского хозяйства. Переселенцы ехали в Сибирь целыми семьями, в железнодорожных вагонах, специально выделенных для этих целей и получивших в народе название «столыпинских». Царское правительство выплачивало денежные суммы для обустройства и обзаведения хозяйством на новом месте. Приезжали даже целыми деревнями и часто свои новые поселения называли в честь тех, что оставлены за Уральскими горами, с приставкой «Ново-». Так, в Алтайском крае много сёл с названиями Нововознесенка, Новоалександровка и им подобных. Пётр Столыпин, совершая инспекционную поездку по Транссибирской магистрали, посетил большое поселение, расположенное в районе озера Сикачи, масштабы обустройства его очень обрадовали. Он сказал: «Здесь будет славный город!». Так поселение получило название Славгород. Столыпин официально считается основателем города. В 2010 году в честь 100-летия Славгорода установлен гранитный бюст П. А. Столыпина, на котором высечена надпись: «Основателю города Славгорода Петру Аркадьевичу Столыпину». Памятник выдающемуся деятелю расположен в историческом центре города, на пересечении улиц Ленина и Комсомольской.
В 1917 году был построен Западно-Алтайский железнодорожный ход от Татарска, соединивший с Транссибирской магистралью. В августе 1918 года город оказался центром крестьянского восстания против белого Сибирского правительства.
В 1920-е и 1930-е годы были созданы железнодорожные мастерские, чугунолитейный завод, предприятия по переработке сельскохозяйственной продукции, ремонту сельхозинвентаря. В начале Великой Отечественной войны в город были эвакуированы завод кузнечно-прессового оборудования из Серпухова, а также Перекопский бромный завод, ставший Славгородским химическим заводом. После войны были пущены в строй завод радиоаппаратуры, швейная и мебельная фабрики, мясокомбинат, молочноконсервный комбинат, строительный трест.
Посёлок химиков Яровое, в котором расположен Славгородский химический завод, до 1993 года находился в подчинении у Славгорода, теперь это город краевого подчинения и образует городской округ. 1 января 2012 года Славгородский район вошёл в состав городского округа Славгород.

## География
Расположен между озёрами Сикачи и Большим Яровым, которое является самой низкой точкой Алтайского края, в северо-западной части Алтайского края, в центре Кулундинской степи, в 394 км от Барнаула (по железной дороге), в 20 км от границы с Казахстаном.
1 сентября 2011 года в состав городского округа Славгород вошли все сельсоветы расформированного Славгородского района.

## Население
| 1920    | 1926    | 1931    | 1959    | 1967    | 1970    | 1979    | 1989    | 1992    |
| ------- | ------- | ------- | ------- | ------- | ------- | ------- | ------- | ------- |
| 8958    | ↗15 000 | ↗15 900 | ↗38 413 | ↘31 000 | ↗32 908 | ↘32 135 | ↗34 864 | ↗35 000 |
| 1996    | 1998    | 2000    | 2001    | 2002    | 2005    | 2006    | 2007    | 2008    |
| ↘34 100 | →34 100 | ↘33 800 | ↘33 600 | ↗34 335 | ↗34 800 | →34 800 | →34 800 | →34 800 |
| 2010    | 2011    | 2012    | 2013    | 2014    | 2015    | 2016    | 2017    | 2018    |
| ↘32 389 | ↗32 415 | ↘32 337 | ↘31 707 | ↘30 999 | ↘30 591 | ↘30 370 | ↘30 186 | ↘29 916 |
| 2019    | 2020    | 2021    |         |         |         |         |         |         |
| ↘29 371 | ↘29 050 | ↘27 900 |         |         |         |         |         |         |

На 1 января 2025 года по численности населения город находился на 532-м месте из 1124 городов Российской Федерации.

## Экономика
За 2000—2020-е годы открыты магазины торговых сетей «Мария-Ра», "Магнит", "Пятёрочка", "Fix Price", "Светофор", «Эльдорадо» и DNS, построены отделение ПАО «Сбербанк», торговые центры «Троя», «Столица», «Кремль», «Ковров». Вдобавок, были открыты пунты выдачи таких Маркетплейсов, как: Ozon и Wildberries. Были закрыты завод радиоаппаратуры, швейная и мебельная фабрики, мясокомбинат, молочноконсервный комбинат, строительный трест.

## Социальная сфера
Работает центральная городская больница, поликлиники, диспансеры. Система образования представлена педагогическим колледжем, аграрным техникумом, филиалами АлтГУ и АлтГТУ, Алтайской академии экономики и права, Алтайского государственного педагогического университета. В городе действуют 5 школ, 1 лицей, 4 дошкольных учреждений, детская школа искусств. Функционируют городской дом культуры, краеведческий музей, библиотечная система, центр встреч с выставочным залом, парк культуры и отдыха.
В городе имеются спорткомплекс, включающий стадион, хоккейный корт, баскетбольную площадку, тренажерный зал, военно-патриотический клуб, ледовый дворец с искусственным льдом
Средства массовой информации представлены газетами «Славгородские вести», «Соседи», еженедельником на немецком языке «Цайтунг фюр Дих» (с 1957 года), местным телеканалом ТВ-Степь. В городе действует две православные и католическая церкви, построена мечеть.

## Памятники
В городе установлены мемориал Славы воинам — славгородцам, погибшим в годы Великой Отечественной войны, памятник борцам за советскую власть, обелиск воинам, погибшим в Афганистане и Чечне, памятники В. И. Ленину, Э. Тельману и П. А. Столыпину. К 100-летию города открыто несколько новых памятников в центре города и на Вокзальной площади, среди них: памятный камень и «Памятник паровозу».

## Спорт
Славгород — родина Валерия Непомнящего.
Активно развиты хоккей, самбо, кикбоксинг, бокс, футбол, баскетбол. Юношеские команды хоккейного клуба «Кристалл» не раз занимали призовые места на краевом уровне, в 2000 году команда «Кристалл-85» стала чемпионом России, выиграв всероссийский финальный турнир «Золотой шайбы» среди хоккеистов 1985—1986 годов рождения, проходивший в Ярославле (тренер команды Анатолий Пинигин).
Самбисты из Славгорода (тренер Дмитриев Валерий) регулярно выходят победителями в краевых турнирах и зональных соревнованиях. Военно-патриотический клуб «Десантник», созданный в 1988 году, в течение 10 лет занимал место лучшего военно-патриотического клуба Алтайского края.

## Климат
В Славгороде континентальный климат.
| Показатель                                                                       | Янв.  | Фев.  | Март | Апр. | Май  | Июнь | Июль | Авг. | Сен. | Окт. | Нояб. | Дек.  | Год |
| -------------------------------------------------------------------------------- | ----- | ----- | ---- | ---- | ---- | ---- | ---- | ---- | ---- | ---- | ----- | ----- | --- |
| Средняя температура, °C                                                          | −16,5 | −15,2 | −8,1 | 4,6  | 13,8 | 19,3 | 21,2 | 18,7 | 12,0 | 4,2  | −6,6  | −13,3 | 2,8 |
| Норма осадков, мм                                                                | 19    | 14    | 14   | 18   | 25   | 44   | 52   | 36   | 25   | 27   | 23    | 22    | 319 |
| Источник: ФГБУ "ВНИИГМИ-МЦД" (отсутствует часть данных за 1981, 1982 и 2009 гг.) |       |       |      |      |      |      |      |      |      |      |       |       |     |

| Показатель | Янв.  | Фев.  | Март  | Апр.  | Май  | Июнь | Июль | Авг. | Сен. | Окт. | Нояб. | Дек.  | Год   |
| --- | ----- | ----- | ----- | ----- | ---- | ---- | ---- | ---- | ---- | ---- | ----- | ----- | ----- |
| Абсолютный максимум, °C | 5,4   | 3,9   | 17,6  | 32,1  | 37,8 | 40,2 | 39,5 | 39,5 | 35,8 | 27,1 | 14,8  | 4,0   | 40,2  |
| Средний суточный максимум, °C | −13,4 | −11,8 | −4,4  | 10,1  | 20,0 | 25,3 | 26,8 | 24,3 | 18,3 | 8,4  | −3,9  | −10,5 | 7,2   |
| Средняя температура, °C | −17,5 | −16,5 | −9,1  | 4,6   | 13,5 | 19,2 | 20,9 | 18,1 | 12,2 | 3,5  | −7,6  | −14,4 | 2,0   |
| Средний суточный минимум, °C | −22,3 | −21,7 | −14,5 | −1,2  | 6,2  | 12,3 | 14,7 | 11,9 | 6,2  | −1,1 | −11,8 | −19   | −3,6  |
| Абсолютный минимум, °C | −47,2 | −43,9 | −35   | −26,1 | −8,9 | −1,8 | 4,6  | 1,1  | −6,1 | −20  | −42,8 | −44   | −47,2 |
| Норма осадков, мм | 20    | 16    | 15    | 18    | 26   | 44   | 53   | 38   | 22   | 29   | 24    | 20    | 325   |
| Источник: Славгород, Российская Федерация. Архив климатических данных. Дата обращения: 22 апреля 2012. Архивировано 25 мая 2012 года. |       |       |       |       |      |      |      |      |      |      |       |       |       |

## Телевидение и радиовещание

### Местное телевидение
| ТВК | Частота             |  | Название                      |
| --- | ------------------- |  | ----------------------------- |
| 22  | спутниковое вещание |  | Траст-Регион                  |
| 29  | 538 МГц             |  | РТРС-1 (1мп)                  |
| 47  | 682 МГц             |  | РТРС-2 (2мп)                  |
| 60  | 786,25 МГц          |  | «СТС» / «ТВ Степь»/ Славгород |
| ??  | спутниковое вещание |  | "Э!"                          |

### Цифровое эфирное телевидение
Все 20 каналов для мультиплекса РТРС-1 и РТРС-2; Пакет радиоканал, включает: «Вести FМ», «Радио Маяк», «Радио России / Алтайская ГТРК».
- Пакет телеканалов РТРС-1 (телевизионный канал 29, частота 538 МГц), включает: «Первый Канал», «Россия 1 / Алтайская ГТРК», «Матч-ТВ», «НТВ», «Пятый Канал», «Россия К», «Россия 24 / Алтайская ГТРК», «Карусель», «ОТР», «ТВЦ».
- Пакет телеканалов РТРС-2 (телевизионный канал 47, частота 682 МГц), включает: «РЕН ТВ», «СПАС», «СТС», «Домашний», «ТВ3», «Пятница!», «Звезда», «Мир», «ТНТ», «МУЗ-ТВ».

Цифровое эфирное телерадиовещание в формате DVB-T2 в Алтайском крае ведётся филиалом РТРС «Алтайский КРТПЦ»

### Радиовещание
- 68,60 МГц — «Авторадио»;
- 102,5 МГц — «Русское радио»;
- 103,1 МГц — «Милицейская волна» + местное вещание «Катунь FM»;
- 103,5 МГц — «Радио России» + местное вещание ГТРК «Алтай»;
- 105,8 МГц — «Авторадио»;
- 107,6 МГц — «Дорожное радио»